# Gre-No-Li

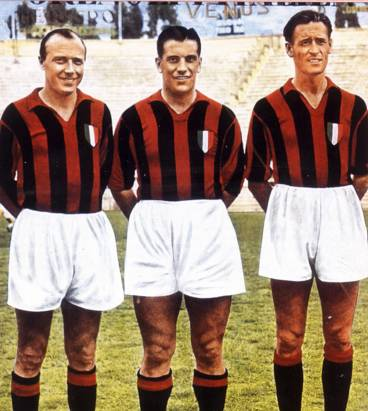
Gre-No-Li

Gre-No-Li – popularne określenie (od pierwszych sylab nazwisk) trójki szwedzkich piłkarzy: Gunnara Grena, Gunnara Nordahla oraz Nilsa Liedholma.
Trójka szwedzkich ofensywnych graczy pomogła w zdobyciu przez szwedzką drużynę olimpijską złotego medalu na Igrzyskach Olimpijskich w Londynie w 1948 roku. Rok później szwedzcy gracze dołączyli do składu włoskiego A.C. Milan, gdzie już w pierwszym sezonie przyczynili się do ustanowienia przez mediolański klub rekordu pod względem zdobytych bramek w jednym sezonie Serie A (118).
Wraz z włoskim zespołem Gren, Nordahl i Liedholm zdobył tytuł mistrzowski w 1951. Po odejściu Grena z Milanu w 1953 dwaj ostatni gracze kolejny sukces świętowali w 1955, a Liedholm dodatkowo w 1957 i 1959 (Nordahl opuścił Milan w 1956).
Gunnar Nordahl do dziś jest rekordzistą pod względem liczby tytułów króla strzelców Serie A (5 razy) oraz do nie dawna był również rekordzistą pod względem liczby bramek strzelonych w jednym sezonie (35) - do sezonu 2015/16, gdy jego wyczyn pobił Gonzalo Higuain (36), a następnie osiągnięcie argentyńczyka wyrównał Ciro Immobile (36) w sezonie 2019/20. Ponadto szwedzki gracz jest 3. w klasyfikacji wszech czasów najlepszych strzelców ligi włoskiej.

## Galeria

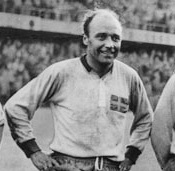
Gunnar Gren
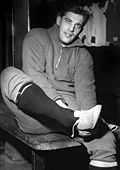
Gunnar Nordahl
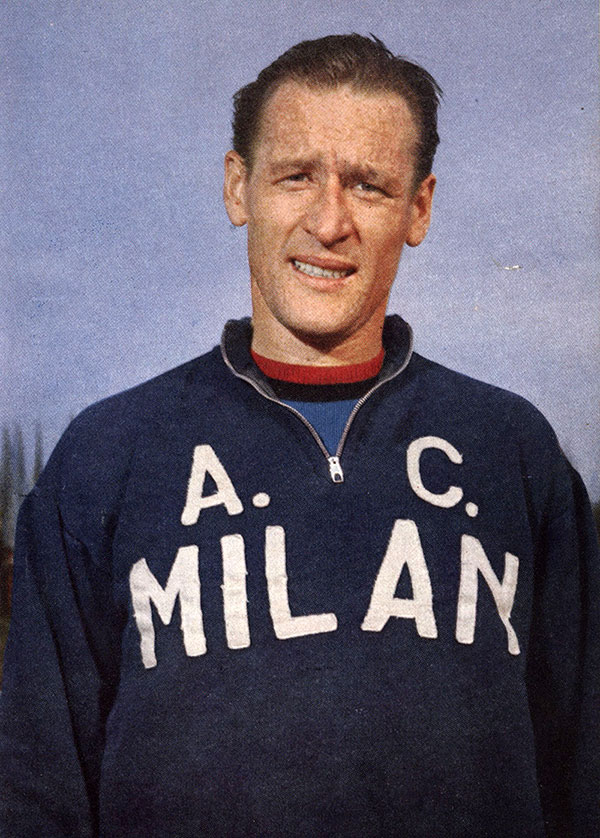
Nils Liedholm